# 大橋力
大橋 力（おおはし つとむ、1933年3月14日 - ）は、日本の科学者、芸術家。文明科学研究所所長、星槎大学客員教授。

## 経歴
栃木県小山市生まれ。栃木県立栃木高等学校卒業。東北大学農学部農芸化学科卒業。1975年「麦角アルカロイドの生合成に関する研究」で東北大学より農学博士の学位を取得。
筑波大学講師、文部省放送教育開発センター教授、千葉工業大学教授、国際電気通信基礎技術研究所人間情報通信研究所感性脳機能特別研究室長、公益財団法人国際科学振興財団理事・情報環境研究所所長等を歴任。バリ島に詳しく、現地のダルマ・クスマ勲章（バリ島の文化勲章）を外国人として初めて受賞。
科学者として、情報環境学、感性科学、演出工学、分子生物学、人工生命、生態人類学などの分野で活躍する一方、1974年にはアーティストグループ「芸能山城組」を創立。山城祥二の名義で主宰し、作曲、指揮、演出などに携わる。

## 著作

### 単著
- 『群れ創り学』（山城祥二） 徳間書店, 1981年
- 『情報環境学』朝倉書店, 1989年
- 『音と文明—音の環境学ことはじめ』 岩波書店, 2003年
- 『ハイパーソニック・エフェクト』 岩波書店, 2017年

### 編著
- 『仮面考 シンポジウム』山城祥二編, リブロポート, 1982年
- 『人間と社会環境』編著, 放送大学教育振興会, 1990年
- 『ピグミーの脳、西洋人の脳 夢舞亭対話』編, 朝日新聞社, 1992年

### 共著
- 『情緒ロボットの世界』小田晋・日高敏隆・村上陽一郎共著 講談社 1985年
- 「感性情報論への招待」『近代化の忘れ物 感性豊かな社会を目指して』通産省編, 共同通信社, pp.47-94, 1994年
- 『「めくるめき」の芸術工学』山口昌哉・川口博義・香山リカ・田辺仁夫共著, 吉武泰水監修, 杉浦康平編集, 工作舎 1998年
- 「アナログとデジタル」『科学技術のニュー・フロンティア（２）』岩波講座科学/技術と人間５, 岡田節人・佐藤文隆・竹内 啓・長尾 眞・中村雄二郎・村上陽一郎・吉川弘之編, 岩波書店,  pp.253-290, 1999年
- 「至福の音体験と脳」『脳科学と芸術』岡ノ谷一夫・港 千尋・舘野 泉・中井久夫・伊福部 達ほか共著, 小泉英明編著, 工作舎, pp.269-290, 2008年
- 「〈利他的遺伝子〉と〈超知覚音〉の優越性　「こころの未来」への自然科学的接近」『こころの謎　kokoroの未来』 京都文化会議記念出版編集委員会 川添信介・高橋康夫・吉澤健吉編, 京都大学学術出版会, pp.259-292, 2009年
- 「利他的遺伝子の優越する生命文明の地平に向かって」『地球文明の危機　環境編　新たな文明原理をどう構築するか』 稲盛和夫編, 東洋経済新聞社, pp.141-245, 2010年
- 「協調的世界像の起源」『貢献する心　ヒトはなぜ助け合うのか』上田紀行・瀬名秀明・大武美保子・谷川多佳子・長谷川眞理子共著, 工作舎, pp.127-148, 2012年

## 受賞・受勲
- 1992年　ダルマ・クスマ勲章
- 2000年　中山賞大賞
- 2004年　木村重信民族藝術学会賞
- 2015年　第22回日本プロ音楽録音賞 ハイレゾリューション部門 審査員特別賞
- 2019年　Suksma Bali Award（バリ島のサステナビリティに貢献〉
- 2020年　第23回文化庁メディア芸術祭 功労賞